# David Tua
David Tua, ONZM (* 21. November 1972 in Faleasiʻu, Samoa) ist ein ehemaliger neuseeländischer Boxer, der seinen letzten Profikampf im November 2013 bestritt. Im Jahr 2000 verlor er nach Punkten gegen Lennox Lewis beim Kampf um die WM-Titel der WBC und IBF im Schwergewicht. Bei den Amateuren vertrat er Neuseeland bei den Olympischen Sommerspielen 1992 in Barcelona und gewann eine Bronzemedaille im Schwergewicht.

## Amateurkarriere
Tua trainierte als Amateur bei Gerry Preston in Māngere Bridge, einem Vorort von Auckland. Er gewann ab 1989 vier neuseeländische Meistertitel und war Viertelfinalist der Junioren-Weltmeisterschaft 1990 in Lima. Bei der Weltmeisterschaft 1991 in Sydney schied er im Halbfinale gegen Félix Savón mit einer Bronzemedaille aus.
Nach dem Gewinn der Ozeanischen Meisterschaft 1992 in Apia startete er bei den Olympischen Sommerspielen 1992 in Barcelona, wo er mit vorzeitigen Siegen gegen den Spanier José Ortega und den Tschechen Vojtěch Rückschloss in das Halbfinale vordrang, wo er mit 7:12 nach Punkten gegen den Nigerianer David Izon ausschied und Bronze gewann. Er wurde damit der erst dritte neuseeländische Boxer nach Ted Morgan (Gold 1928 im Weltergewicht) und Kevin Barry (Silber 1984 im Halbschwergewicht), der eine olympische Medaille gewinnen konnte.

## Profikarriere
Trainiert von Kevin Barry wurde er nach den Olympischen Spielen Profiboxer in den USA und gewann 27 Kämpfe in Folge, 23 davon vorzeitig. Er siegte dabei im März 1996 durch K.o. in der ersten Runde gegen John Ruiz und wurde dadurch Internationaler Meister der WBC im Schwergewicht, wobei er den Titel durch K.o. in der ersten Runde gegen Darroll Wilson, durch TKO in Runde 12 gegen seinen ehemaligen olympischen Gegner David Izon und durch TKO in der elften Runde gegen Oleg Maskajew verteidigen konnte. Im Juni 1997 verlor er den Titel durch eine Punktniederlage an Ike Ibeabuchi, wobei laut CompuBox mit 1730 registrierten Schlägen ein Schwergewichtsrekord im Boxsport aufgestellt wurde.
Nach fünf weiteren Siegen schlug er am 19. Dezember 1998 Hasim Rahman durch TKO in Runde 10, wodurch er US-Meister und Interkontinentaler Meister der IBF wurde. Im Anschluss gewann er vier weitere Kämpfe, darunter im Juli 2000 durch K.o. in der dritten Runde gegen Robert Daniels.
Am 11. November 2000 konnte er im Alter von 27 Jahren und von den Verbänden auf Platz 1 der Herausforderer geführt um die WM-Titel der IBF und WBC antreten, verlor den Kampf jedoch nach Punkten gegen den Titelträger Lennox Lewis.
Im März 2001 siegte er durch K.o. in Runde 6 gegen Danell Nicholson, verlor jedoch in einem finalen IBF-Ausscheidungskampf im August 2001 nach Punkten gegen Chris Byrd. Es folgten vier Siege in Folge, darunter im August 2002 durch K.o. in der ersten Runde gegen Michael Moorer, ehe er im März 2003 ein Unentschieden gegen Hasim Rahman erreichte.
Es folgten neun weitere Siege in Folge, wobei er im Oktober 2009 mit einem K.o.-Sieg in der zweiten Runde gegen Shane Cameron die Titel WBO-Oriental und WBO-Asien-Pazifik gewann, die er nach Punkten gegen Friday Ahunanya und durch ein Unentschieden gegen Monte Barrett verteidigen konnte.
Im August 2011 verlor er den Rückkampf gegen Monte Barrett nach Punkten und bestritt seinen letzten Kampf am 16. November 2013, wobei er nach Punkten gegen Alexander Ustinow unterlag.